# Xian de Xinfeng (Jiangxi)
Pour les articles homonymes, voir Xinfeng.
Le xian de Xinfeng (信丰县 ; pinyin : Xìnfēng Xiàn) est un district administratif de la province du Jiangxi en Chine. Il est placé sous la juridiction de la ville-préfecture de Ganzhou.

## Démographie
La population du district était de 632 708 habitants en 1999.